# Orthocabera sericea
Orthocabera sericea là một loài bướm đêm trong họ Geometridae.

## Hình ảnh

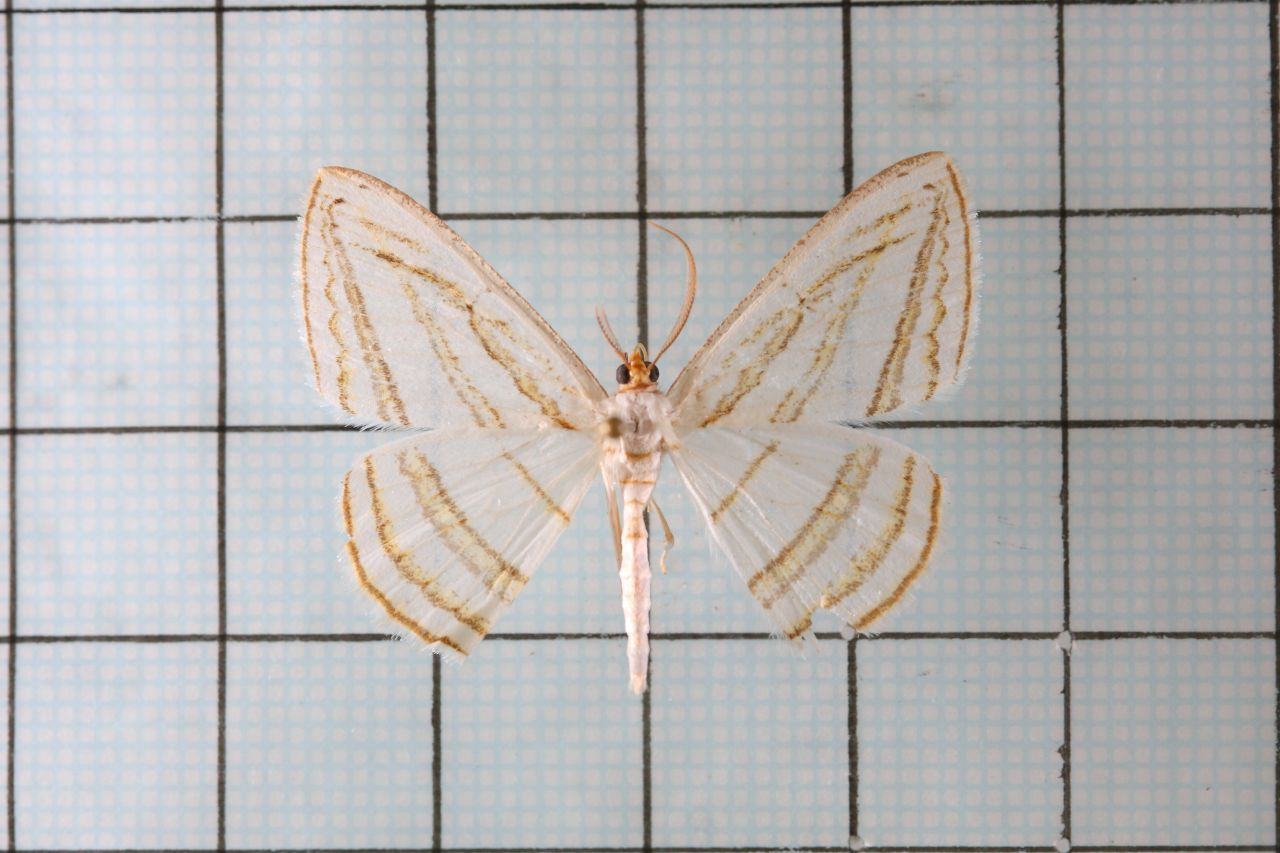
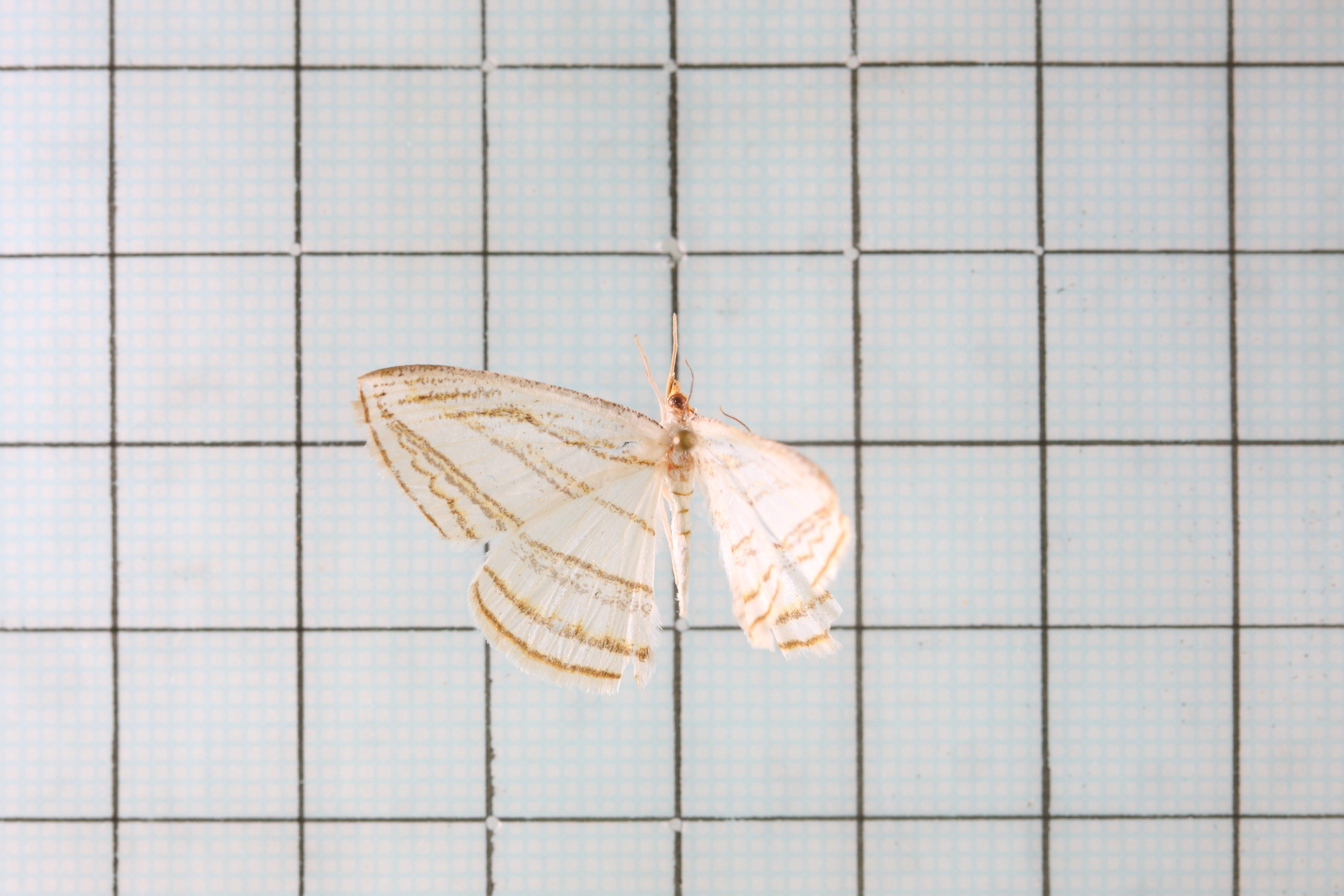